# Ольшанка (Люблінський повіт)
Ольшанка (пол. Olszanka) — село в Польщі, у гміні Кшчонув Люблінського повіту Люблінського воєводства.
Населення — 313 осіб (2011).
У 1975-1998 роках село належало до Люблінського воєводства.

## Демографія
Демографічна структура станом на 31 березня 2011 року:
|          | Загалом | Допрацездатний вік | Працездатний вік | Постпрацездатний вік |
| -------- | ------- | ------------------ | ---------------- | -------------------- |
| Чоловіки | 148     | 23                 | 99               | 26                   |
| Жінки    | 165     | 25                 | 87               | 53                   |
| Разом    | 313     | 48                 | 186              | 79                   |